# Klaus K. Klostermaier
Klaus Konrad Klostermaier (Monaco di Baviera, 14 giugno 1933) è un indologo, storico delle religioni e studioso dell'induismo canadese di origine tedesca.

## Opere
- Hinduism: A Beginner's Guide (2008), ISBN 978-1-85168-538-7.
- The Nature of Nature: Explorations in Science, Philosophy and Religion (2004);
- Hindu Writings: A Short Introduction to the Major Sources (2001); ISBN 978-1-85168-230-0.
- A Survey of Hinduism (3rd ed. 2007); ISBN 978-0-7914-7082-4.
- Buddhism: A Short Introduction (1999), ISBN 978-1-85168-186-0.
- Indian Theology in Dialogue (1986);
- Mythologies and Philosophies of Salvation in the Theistic Traditions of India (1984), ISBN 978-0-88920-158-3.
- Hindu and Christian in Vrindaban (1969), ISBN 978-0-334-00616-9.
- In the paradise of Krishna; Hindu and Christian seekers, ISBN 978-0-664-24904-5.
- A concise encyclopedia of Hinduism, ISBN 978-1-85168-175-4.
- Hinduism: A short introduction, ISBN 978-1-85168-163-1.
- Hinduismus.
- Indian theology in dialogue.
- Kristvidya: A sketch of an Indian Christology.
- Liberation, salvation, self-realization: A comparative study of Hindu, Buddhist and Christian ideas.
- The body of God: Cosmos - Avatara - Image.
- Religious studies: issues, prospects, and proposals con Larry W. Hurtado, ISBN 978-1-55540-623-3.
- Masters of social thought con Ajit Kumar Sinha.
- The Nature of Nature: Explorations in Science, Philosophy, and Religion.
- The wisdom of Hinduism, ISBN 978-1-85168-227-0.
- From end to beginning.
- Hindu-Christian Dialogue.
- Freiheit ohne Gewalt.
- Vedic Aryans and the Origins of Civilization: A Literary and Scientific Perspective con Navaratna Srinivasa Rajaram, David Frawley, ISBN 978-81-85990-36-1.
- Hinduism: A Short History, ISBN 978-1-85168-213-3.